# 涅德勒
涅德勒，又譯涅勒勒，是臺灣排灣族傳說中的矮人族，雖然身材矮小，但力氣很大。

## 特徵
涅德勒皮膚很黑、身材相當矮小，不到排灣族人的一半，不知情的族人甚至還會以為是走失的小孩。但他們力氣很大，不僅可以用肩扛起獵到的山羌，還可以搬動巨石。

## 傳說
跟大多數的原住民不同，排灣族並沒有太多跟涅德勒交戰的傳說，大多數的情況下反而是和平共處、交好或者通婚，有些貴族家族還會宣稱自己有涅德勒的血統。

### 分布與互動
許多排灣族部落都有涅德勒的相關傳說，範圍大致在台東的東排灣至恆春地區，族人和他們相處的方式各有不同，有些是部落或家族在遷徙時與涅德勒共處過一段時間、有些是部落的位置本來是他們居住的地方、或是部落剛建立時曾是族人和矮人共存（如姑仔崙社）等，特別是浸水營古道附近一帶的獅仔獅社、出水坡社、茶茶牙頓社、割肉社等部分部落的傳說還互有關連性；另外，龍鑾社也有住在今恆春鎮龍水里的涅德勒把煙霧裡出現的人認作神代為部落尊為頭目的傳說；而割肉社還宣稱自己是矮人女頭目Visa的後代，並主張他們因為這樣而不需要向茶茶牙頓社納貢。
另外，力里社社裡還保有有關他們的歌謠，而他們曾經居住的森林裡也被族人視為禁地。而在大龜文社的傳說中，流傳著涅德勒跟麻里巴社結仇戰爭，然後退至內文社的傳說，是少數涅德勒跟族人征戰的傳說。

### 來源
排灣族人普遍認為涅德勒是從台東的方向而來、越過中央山脈後抵達西部平原、恆春等地區。在統整各部落關於涅德勒由來的傳說後，學者得出了以下結論：涅德勒源自於台東大竹溪的南北兩岸，他們翻越了中央山脈後分為了兩支，一支經過達仁鄉的麻里巴社抵達恆春地區、另一支則經由大武鄉的茶茶牙頓社分別抵達大茅茅、割肉、率芒、力里等部落，再前往平地地區，並且受到北排灣群的壓迫而消失。

### 生活
涅德勒住在石造房屋裡、懂得製作陶器，種植小米、芋頭和甘藷，獵捕山羌。排灣族的石板屋正是他們教族人蓋的。

### 力氣
傳說涅德勒對排灣人很友善，族人來訪時都會熱情款待，並要求和族人比力氣和角力，但涅德勒的體力過人，需要兩個排灣族人才勉強能搬動的巨石，他們一個人就可以搬起來並當扇子搧，所以排灣族人也不敢跟他們角力。

### 法術
在某些傳說中，矮人還善於施法，只要一邊唸咒一邊剖開瓢簞，任何想要的東西都會從裡面掉出來，而他們之所以能夠用沉重的石板蓋石板屋，也有說法認為不是因為他們力氣大而是他們可以師法憑空操控石頭。

### 箕模人
因為涅勒勒與箕模（cimo）在排灣語裡都有「奇異人種」的意思，且傳說中箕模族也擅長法術，因此有認為箕模族跟涅勒勒是同一群、相似或後來混種的說法。

## 考古
研究學者曾多次於傳說中涅德勒生活的地方進行考古挖掘，發現了石牆遺跡，還有石椿、石斧等器物，他們的傳說形象可能源自於台灣的矮黑人。